# Andrew Raycroft
Andrew Joseph Ernest Raycroft (Belleville, 4 maggio 1980) è un allenatore di hockey su ghiaccio ed ex hockeista su ghiaccio canadese che nella National Hockey League con la maglia dei Boston Bruins ha conquistato il Calder Trophy del 2004 come rookie dell'anno.

## Carriera
Nella stagione 1997–98 Raycroft esordì in Ontario Hockey League, disputando le tre stagioni successive con i Sudbury Wolves ed i Kingston Frontenacs. Fu scelto in 135ª posizione dai Boston Bruins nel Draft 1998. Debuttò in NHL nella stagione 2000–01 con i Bruins nel successo per 5–1 contro i Philadelphia Flyers subentrando a Byron Dafoe. Raycroft conquistò la sua prima vittoria NHL due giorni più tardi grazie al 4–2 sui Florida Panthers. Raycroft giocò 11 partite con i Bruins, trascorrendo la maggior parte della stagione con i Providence Bruins, la formazione affiliata in American Hockey League.
La prima stagione da titolare fu quella 2003–2004, conclusasi con un record positivo di 29-18-9, 2,05 gol subiti in media a gara, il 92,6% di parate e tre shutout. A causa delle poche presenze negli anni precedenti Raycroft poté conquistare comunque il Calder Trophy nel 2004 come miglior rookie della lega. Durante il lockout, pur essendosi già accordato con il Djurgården, squadra della Elitserien svedese, giocò con il Tappara nella SM-liiga finlandese. Al ritorno in NHL nella stagione 2005-06 dovette lottare per mantenere il ruolo di portiere titolare dei Boston Bruins, risultando per la maggior parte dell'anno fuori dal roster, sopravanzato da Tim Thomas e da Hannu Toivonen.
Il 24 giugno 2006 Raycroft si trasferì presso i Toronto Maple Leafs in cambio del portiere finlandese Tuukka Rask. Iniziò a giocare per i Maple Leafs nella stagione 2006-07 concludendo la prima gara a rete inviolata nello scontro del 5 ottobre 2006 con i rivali degli Ottawa Senators, gara vinta da Toronto per 6-0. Il 3 aprile 2007 Raycroft eguagliò il record della franchigia di gare vinte in una stagione regolare, 37, precedentemente ottenuto da Ed Belfour nella stagione 2002-03. Raycroft ebbe ancora difficoltà nel mantenere la titolarità nella stagione successiva, sopravanzato da Vesa Toskala. I Leafs il 24 giugno 2008 lo misero nella lista dei giocatori cedibili.
Il 1º luglio 2008 sottoscrisse un contratto annuale con i Colorado Avalanche. All'inizio della stagione 2008–09 Raycroft diventò il secondo portiere nella storia della franchigia ad iniziare con nove gare vinte ed una sola sconfitta. Dopo aver concluso la stagione con 31 apparizioni a Colorado il 6 luglio 2009 Raycroft firmò un altro contratto di un anno con i Vancouver Canucks. Conquistò il ruolo di secondo portiere alle spalle di Roberto Luongo superando la concorrenza di Cory Schneider durante il training camp estivo.  Raycroft conquistò la centesima vittoria in NHL nella stessa stagione grazie al 4-3 con cui i Canucks il 12 febbraio 2010 superarono i Columbus Blue Jackets.
Il 1º luglio 2010 Raycroft da free agent lasciò i Canucks e firmò un contratto di due anni con i Dallas Stars. Nella prima stagione a Dallas funse da secondo portiere alle spalle di Kari Lehtonen, concludendo il campionato con 19 gare giocate. Il 29 dicembre 2011 Raycroft ritornò in AHL con la maglia del farm-team dei Texas Stars. Richard Bachman divenne il nuovo secondo portiere di Dallas dietro a Kari Lehtonen.
Il 3 luglio 2012 Raycroft, dopo l'esperienza in Finlandia, fece ritorno in Europa con la maglia dell'Hockey Milano Rossoblu, squadra della Serie A italiana. Dopo una sola stagione si trasferì in Svezia nell'IF Björklöven, squadra della Hockeyallsvenskan. Al termine della stagione ha annunciato il ritiro.

## Palmarès

### Individuale
- Calder Memorial Trophy: 1

2003-2004
- NHL All-Rookie Team: 1

2003-2004
- CHL First All-Star Team: 1

1999-2000
- OHL Red Tilson Trophy: 1

1999-2000